# علوم طبيعية

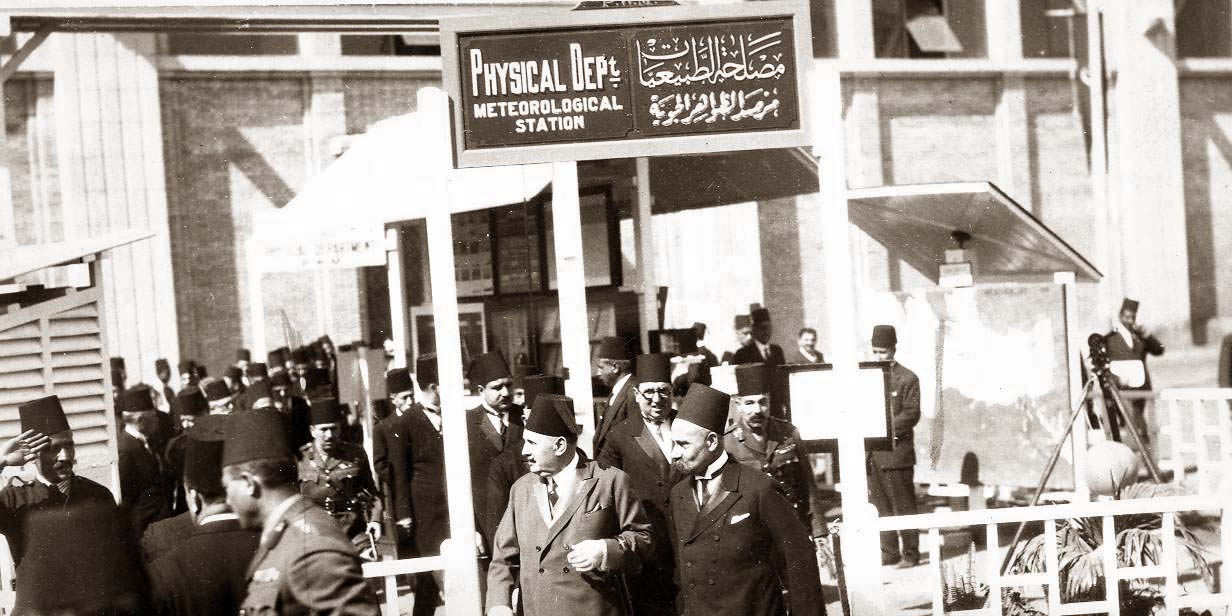
«مصلحة الطبيعيات» في زيارة فؤاد الأول.

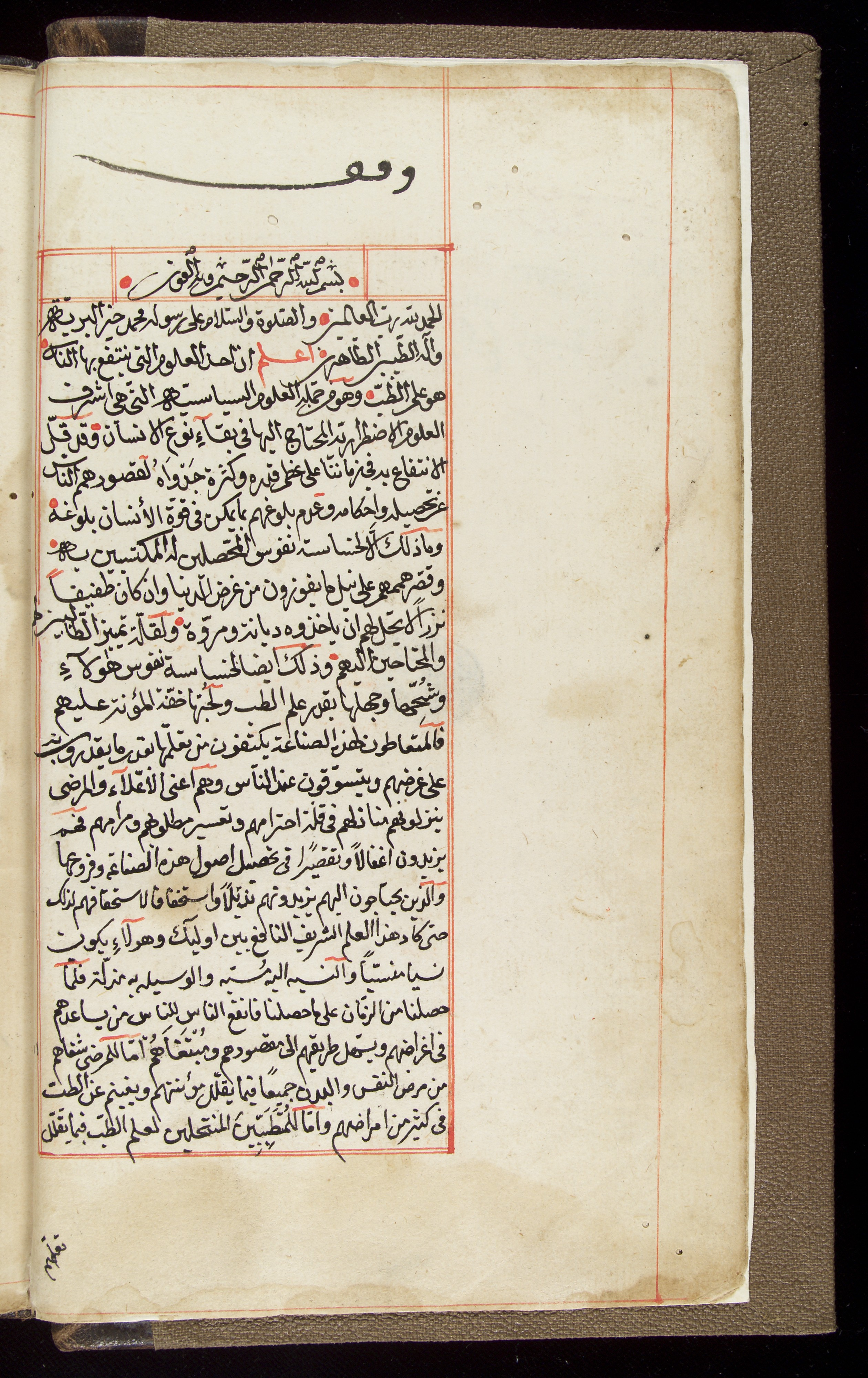
مخطوطة تدرج الطب في «العلوم الأساسية» الضرورية لبقاء نوع الإنسان.

العلوم الطبيعية (بالإنجليزية: Natural science)‏ يمكن تعريف العلوم الطبيعية أنها منهجية تقوم ببناء وتنظيم المعرفة الرصديّة في شكل تفسيرات وتوقعات قابلة للاختبار حول الكون. يحاول العلم الطبيعي أن يشرح كيفية عمل العالم والظواهر الموجودة فيه بناءً على وضع النظريات واستخلاص الاستنتاجات بناءً على المعطيات المرصودة. وبذلك يخلو من التفسيرات الغيبية باعتبارها غير مرصودة (التي تسم الكثير من التفسيرات الدينية والغنوصية والروحية للعالم وظواهره). كما تستخدم كلمة علم طبيعي كتوجه بحثي يتبع منهجية علمية. في حين تحاول الفلسفة الطبيعية والعلوم الاجتماعية تطبيق هذه المنهجيات العلمية على مواضيع مختلفة.
تشكل العلوم الطبيعية أساسا للعلوم التطبيقية، لذلك كثيرا ما تصنفان معا كعلوم طبيعية تتميز عن العلوم الاجتماعية والإنسانيات، وعلوم الغيبيات والفنون وما إلى ذلك.
لا يمكن اعتبار الرياضيات جزءا من هذه العلوم الطبيعية، لكن صلة الرياضيات بهذه العلوم وثيقة جدا فهي تؤمن الكثير من الأدوات المفيدة لهذه العلوم، كما أن الرياضيات تستمد الكثير من أفكارها من دراسة الطبيعيات وكذلك لا يمكن اعتبار الفيزياء والكيمياء منها ولكن لها ارتباطات.

## التاريخ
يتتبع بعض العلماء أصول العلوم الطبيعية باعتبارها بدأت ببدأ المجتمعات البشرية قبل حتى اختراع القراءة والكتابة، حيث كان فهم العالم الطبيعي ضروريًا للبقاء على قيد الحياة. لاحظ الناس وبنوا المعرفة حول سلوك الحيوانات وفائدة النباتات كغذاء ودواء، والتي انتقلت من جيل إلى جيل. هذه المفاهيم البدائية أفسحت المجال لمزيد من البحث الرسمي حول 3500 إلى 3000 قبل الميلاد في ثقافات بلاد ما بين النهرين والحضارة المصرية القديمة، والتي أنتجت أول دليل مكتوب معروف عن الفلسفة الطبيعية، سلائف العلوم الطبيعية. بينما تُظهر الكتابات اهتمامًا بعلم الفلك والرياضيات والجوانب الأخرى من العالم المادي، فإن الهدف النهائي من الاستفسار عن أعمال الطبيعة كان في جميع الحالات دينيًا أو أسطوريًا، وليس علميًا.
ظهر تقليد البحث العلمي أيضًا في الصين القديمة، حيث جرب الخيميائيون والفلاسفة الطاويون الإكسير لتمديد الحياة وعلاج الأمراض. ركزوا على اليين واليانغ، أو العناصر المتناقضة في الطبيعة؛ كان الين مرتبطًا بالأنوثة والبرودة، بينما ارتبط اليانغ بالذكورة والدفء. المراحل الخمس -النار والأرض والمعادن والخشب والماء- وصفت دورة من التحولات في الطبيعة. تحولت المياه إلى الخشب، والتي تحولت إلى النار عندما أحرقت. كانت الرماد التي خلفتها النار الأرض. باستخدام هذه المبادئ، اكتشف الفلاسفة والأطباء الصينيون علم التشريح البشري، واصفين الأعضاء في الغالب بأنها يين أو يانغ وفهموا العلاقة بين النبض والقلب وتدفق الدم في الجسم قبل قرون من الزمان قبل قبوله في الغرب.
توجد أدلة قليلة على كيفية فهم الثقافات الهندية القديمة حول نهر السند للطبيعة، ولكن قد تنعكس بعض وجهات نظرهم في الفيدا، وهي مجموعة من النصوص الهندوسية المقدسة. يكشفون عن مفهوم الكون على أنه دائم التوسيع ويتم إعادة تدويره وإصلاحه باستمرار. رأى الجراحون في تقليد الأيورفيدا أن الصحة والمرض مزيج من ثلاثة فكاهات: الرياح والعصارة الصفراوية والبلغم. كانت الحياة الصحية نتيجة للتوازن بين هذه الفكاهة. في الفكر الهندي القديم، يتكون الجسم من خمسة عناصر: الأرض والماء والنار والرياح والمساحة الفارغة. أجرى جراحو الأيورفيدا عمليات جراحية معقدة وطوروا فهمًا مفصلاً لتشريح الإنسان.
جلب الفلاسفة قبل سقراط في الثقافة اليونانية القديمة الفلسفة الطبيعية خطوة أقرب إلى الاستفسار المباشر عن السبب والنتيجة في الطبيعة ما بين 600 و400 قبل الميلاد، على الرغم من وجود عنصر من السحر والأساطير. تم شرح الظواهر الطبيعية مثل الزلازل والكسوف بشكل متزايد في سياق الطبيعة نفسها بدلاً من أن تنسب إلى آلهة غاضبة. شرح طاليس، الفيلسوف المبكر الذي عاش من عام 625 إلى 546 قبل الميلاد، الزلازل من خلال النظرية القائلة بأن العالم قد عوم على الماء وأن الماء كان العنصر الأساسي في الطبيعة. في القرن الخامس قبل الميلاد، كان ليوكيبوس هو المؤسس المبكر للنظرية الذرية، فكرة أن العالم يتكون من جزيئات أساسية غير قابلة للتجزئة. طبق فيثاغورس الابتكارات اليونانية في الرياضيات على علم الفلك، واقترح أن الأرض كانت كروية.

### المعلومات الكاملة للمراجع
- Barr، Stephen M. (2006). A Students Guide to Natural Science. Wilmington, DE: Intercollegiate Studies Institute. ISBN:978-1-932236-92-7.{{استشهاد بكتاب}}:  صيانة الاستشهاد: ref duplicates default (link)
- Grant، Edward (2007). A History of Natural Philosophy: From the Ancient World to the 19th century. Cambridge: مطبعة جامعة كامبريدج. ISBN:978-0-521-68957-1.{{استشهاد بكتاب}}:  صيانة الاستشهاد: ref duplicates default (link)
- Lagemaat، Richard van de (2006). Theory of Knowledge for the IB Diploma. Cambridge: Cambridge University Press. ISBN:978-0-521-54298-2. مؤرشف من الأصل في 2021-04-17.{{استشهاد بكتاب}}:  صيانة الاستشهاد: ref duplicates default (link)
- Ledoux، Stephen F. (2002). "Defining Natural Sciences" (PDF). Behaviorology Today. New York: Marcel Dekker, Inc. ج. 5 ع. 1: 34. ISBN:978-0-8247-0824-5. مؤرشف من الأصل (PDF) في 2012-03-25. Fundamentally, natural sciences are defined as disciplines that deal only with natural events (i.e., independent and dependent variables in of the Life Sciences
- Mayr، Ernst (1982). The Growth of Biological Thought: Diversity, Evolution, and Inheritance. Cambridge, Massachusetts: دار نشر جامعة هارفارد. ISBN:978-0-674-36445-5.{{استشهاد بكتاب}}:  صيانة الاستشهاد: ref duplicates default (link)
- Oglivie، Brian W. (2008). The Science of Describing: Natural History in Renaissance Europe. Chicago: دار نشر جامعة شيكاغو. ISBN:978-0-226-62088-6.{{استشهاد بكتاب}}:  صيانة الاستشهاد: ref duplicates default (link)